# Светско првенство у фудбалу 2030.
Светско првенство у фудбалу 2030. биће 24. светско фудбалско првенство које ће се одржати 2030. године. Ово првенство ће обележити стогодишњицу такмичења. Први пут домаћини такмичења биће три земље са два континента: Шпанија, Португалија и Мароко. Поред тога, прелиминарне утакмице такмичења биће одигране у Аргентини, Парагвају и Уругвају.

## Избор домаћина
Прва понуда за организацију Светског првенства 2030. била је заједничка понуда Фудбалског савеза Аргентине и Фудбалског савеза Уругваја. Друга је стигла од Фудбалског савеза Енглеске. Дана 8. октобра 2020. Фудбалски савез Шпаније и Фудбалски савез Португалије потврдили су да ће ове две земље поднети заједничку понуду за домаћина Светског првенства. Званично је представљена 4. јуна 2021. године. Према правилима ФИФА из 2017, Светско првенство 2030. не може се одржати у Азији (АФК) или у Северној Америци (Конкакаф), након избора Катара за 2022. и Канаде, Мексика и Сједињених Држава за 2026. годину.
Заједничка понуда Аргентине и Уругваја објављена је 29. јула 2017. године. Пре утакмице између Уругваја и Аргентине у Монтевидеу четири недеље касније, Уругвајац Луис Суарез и Аргентинац Лионел Меси – тадашњи саиграчи у ФК Барселона – промовисали су понуду уз пригодне мајице. Дана 31. августа, предложено је да ће се Парагвај придружити као трећи домаћин. Конмебол, јужноамеричка конфедерација, потврдила је заједничку понуду са три домаћина у септембру. Понуда Уругвај–Аргентина–Парагвај поклопила би се са стогодишњицом првог Светског првенства у фудбалу чији је домаћин био Уругвај, као и са двестогодишњицом првог Устава Уругваја. Чиле је 14. фебруара 2019. открио своје планове да се придружи три потврђене земље као домаћин турнира. Чиле је прихваћен у понуди, што ове државе чини првим квартетом у историји који се кандидовао за Светско првенство.
Потпредседник Фудбалског савеза Енглеске Дејвид Гил је 2015. године изјавио да би његова земља потенцијално могла да се кандидује за домаћина 2030. године, под условом да се процес надметања учини транспарентнијим. Новинар Бен Рамсби је написао: „Енглеска је једна од ретких земаља које би могле да организују чак и догађај од 48 нација у целини, док је извршни директор Фудбалског савеза Енглеске Мартин Глен јасно ставио до знања раније те године да је лицитација за 2030. била опција.” У јуну 2017. председник УЕФА Александар Чеферин изјавио је да ће се Европа (УЕФА) дефинитивно борити за „прилику” да буде домаћин Светског првенства 2030. године. Истог месеца, УЕФА је изјавила да ће „подржати пан-британску понуду за 2030. или чак јединствену понуду Енглеске.”
Временски оквир за подношење понуда објавио је Савет ФИФА на свом састанку у Шангају, 24. октобра 2019. године. Процес надметања је покренут у другом кварталу 2022. године, а домаћин ће бити изабран на 74. Конгресу ФИФА 2024. године.

### Афричке понуде
Фудбалски савез Марока објавио је 17. јуна 2018. да ће учествовати у надметању за Светско првенство 2030. године. Постоје две могуће заједничке понуде: једна са Тунисом и Алжиром, а друга са Шпанијом и Португалијом.
Египатски министар спорта је 10. јула изразио интересовање за подношење понуда за домаћина.
Извршни одбор Уније северноафричких фудбалских федерација (УНАФ) је 29. септембра објавио интересовање за подношење заједничке понуде Северне Африке за Светско првенство 2030. године.
У јулу 2019, председник Фудбалског савеза Египта Хани Або Рида изјавио је да ће Египат бити спреман да буде домаћин Светског првенства са 48 екипа.
Политички програм тадашњег камерунског председничког кандидата Џошуе Осиха укључивао је номиновање његове земље заједно са две подсахарске афричке државе за домаћина Светског првенства 2030. године. Сматрало се да је интересовање велико међу многим подсахарским афричким земљама, а да су две друге државе највероватније Република Конго, Демократска Република Конго, Габон, Централноафричка Република, Нигерија или Ангола. На председничким изборима у Камеруну 2018. Осих је изгубио од реизабраног дугогодишњег актуелног председника Пола Бије.

### Европске понуде

#### Шпанија—Португалија—Украјина
Премијер Шпаније Педро Санчез је 13. септембра 2018. разговарао о могућности да се Шпанија кандидује за Светско првенство 2030. са председником ФИФА Ђанијем Инфантином и председником Фудбалског савеза Шпаније Луисом Рубијалесом.
Шпанија и Португалија су 8. јуна 2019. изразиле интересовање за заједничко организовање Светског првенства. Две државе су 8. октобра 2020. потврдиле да ће поднети заједничку понуду за домаћина Светског првенства.
Шпански и португалски фудбалски савези заједнички су објавили своје намере да се пријаве за турнир током пријатељске утакмице без голова између репрезентације две земље 7. октобра. Пре још једне пријатељске утакмице без голова између ова два тима 4. јуна 2021. (која је такође обележила стогодишњицу првог међународног меча Португалије, против Шпаније), договор о заједничкој подршци за понуду је формализован. Дотични председници савеза, Луис Рубијалес и Фернандо Гомеш, ратификовали су споразум у име својих федерација. Други који су присуствовали како би подржали кандидатуру били су краљ Фелипе VI од Шпаније, председник Португалије Марсело Ребело де Соза, премијер Шпаније Педро Санчез, премијер Португалије Антонио Кошта, и више министара и званичника из обе земље.
Дана 5. октобра 2022. године, објављено је да ће се Украјина придружити кандидатури за домаћина заједно са Шпанијом и Португалијом. Понуду је подржао Володимир Зеленски, председник Украјине. Очекује се да ће, ако понуда буде успешна, Украјина бити домаћин неке од утакмица групне фазе. Ово би био други велики фудбалски турнир чији је домаћин била Украјина, а први је био Европско првенство 2012, када је била домаћин заједно са Пољском.

### Јужноамеричке понуде

#### Колумбија—Еквадор—Перу
Председник Еквадора Лењин Морено је 7. септембра 2019. предложио заједничку понуду за организовање Светског првенства 2030. заједно са Колумбијом и Перуом. Председник Колумбије Иван Дуке је 14. септембра потврдио да ће се Колумбија кандидовати за домаћина Светског првенства заједно са Еквадором и Перуом. Такође је тврдио да је председник Перуа Мартин Вискара рекао да је ово Светско првенство важно.

#### Уругвај—Аргентина—Чиле—Парагвај
Предвиђену понуду су првобитно делили само Уругвај и Аргентина. Намеравана понуда уследила је након ранијег веб-покрета који је тврдио да би ФИФА требало да Уругвају додели права на организовање турнира поводом 100. годишњице првог Светског првенства које је одржано у Уругвају.
Намера Уругваја и Аргентине да се пријаве званично је потврђена 29. јула 2017, након чега је Парагвај потврђен као трећи домаћин 4. октобра исте године. Чиле је потврдио своју понуду да буде четврти домаћин 14. фебруара 2019. године.

### Азијске понуде
Тренутна правила ФИФА спречавају нације Азијске фудбалске конфедерације да буду домаћини било којег Светског првенства до 2034. године, након избора Катара за турнир 2022. године. Ипак, председник Јужне Кореје Мун Џеин предложио је у јуну 2017. да домаћин Светског првенства 2030. буде североисточна азијска група која укључује и Јужну и Северну Кореју, рекавши да би то побољшало односе у региону. Чунг Монг-гју, шеф Фудбалског савеза Јужне Кореје, предложио је понуду заједно са Фудбалским савезом Северне Кореје, Фудбалским савезом Кине и Фудбалским савезом Јапана на Конгресу ФИФА у јуну 2018. године. Председник Мун је поново разговарао о предлогу са Инфантином током Светског првенства 2018. године.
Дана 5. јуна 2019., председник ФИФА Ђани Инфантино се осврнуо на састанак Савета ФИФА у октобру 2019. када је од њега затражено да ажурира правила и временски оквир за процес надметања, додајући: „Такође ћемо видети да ли ће бити понуда Кине”.
Дана 12. августа 2021. објављено је да је Фудбалски савез Аустралије започео прелиминарне разговоре са државним званичницима за велике догађаје, при чему је шеф кандидатуре за Олимпијске игре у Сиднеју 2000. Род Мекгиок почео да ради на понуди. Бризбејн ће већ бити домаћин Летњих олимпијских игара 2032. године.

### Могуће понуде за више конфедерација

#### Египат—Грчка—Саудијска Арабија
Саудијска Арабија (чланица АФК-а) је повезана са кандидатуром за домаћина Светског првенства 2030. године. Саудијска Арабија никада раније није била домаћин Светског првенства. Сматрало се да би кандидатура Саудијске Арабије укључивала ко-домаћина, са могућностима, како се прича, које укључују Мароко или Египат (обе су чланице КАФ-а који такође никада раније нису били домаћини Светског првенства) или Италију (чланицу УЕФА која је претходно била домаћин Светског првенства 1934. и 1990). Међутим, недавне гласине сугеришу да би се Саудијска Арабија кандидовала за домаћина Светског првенства заједно са Египтом и Грчком.

#### Израел
Дана 13. октобра 2021, председник ФИФА Ђани Инфантино и израелски премијер Нафтали Бенет објавили су саопштење у којем су објавили да Израел, члан УЕФА, истражује потенцијалну заједничку понуду са другим потписницима Аврамског споразума, укључујући Уједињене Арапске Емирате и Бахреин, обе чланице АФК-а. Ни Израел, Бахреин ни Уједињени Арапски Емирати никада раније нису били домаћини Светског првенства. Међутим, и Израел и УАЕ су били домаћини Купа Азије, који је одржан у Израелу 1964. и УАЕ 1996. и 2019. године.

### Потврђене понуде
КАФ
-  Мароко

Конмебол
-  Уругвај,  Аргентина,  Парагвај и  Чиле

УЕФА
-  Шпанија,  Португалија и  Украјина

Међуконфедерацијска (3 удружења, УЕФА, КАФ, АФК)
-  Египат,  Грчка и  Саудијска Арабија

### Изразили интересовање
АФК
-  Јужна Кореја (којој би се придружили или  Северна Кореја,  Јапан или  Кина, или све три)
-  Аустралија и  Индонезија
-  Кина

КАФ

-  Камерун
-  Тунис и  Алжир

Конмебол
-  Колумбија,  Еквадор и  Перу

УЕФА
-  Казахстан

Међуконфедерацијска
-  Израел,  Уједињени Арапски Емирати и  Бахреин
-  Аустралија и  Нови Зеланд

### Напуштене понуде
УЕФА
-  Румунија,  Грчка,  Бугарска и  Србија
-  Енглеска,  Северна Ирска,  Шкотска,  Велс и  Република Ирска

#### Уједињено Краљевство и Ирска
Фудбалски савез Енглеске је 17. јуна 2018. објавио да су у преговорима са домаћим нацијама о кандидатури за домаћинство Светског првенства 2030. на нивоу Уједињеног Краљевства. Дана 1. августа је објављено да савез припрема понуду Енглеске за домаћина Светског првенства 2030. године. Очекивало се да ће одлука бити донета 2019, након што је савез спровео студију изводљивости о потенцијалној понуди. Председник УЕФА Александар Чеферин желео је само једну европску кандидатуру за домаћина Светског првенства. Такође је сматрао британску понуду најмудријом идејом. Такође се говорило о томе да се Фудбалски савез Републике Ирске придружи могућој британској понуди. Фудбалски савез Шкотске је сматрао потенцијалну британску понуду као одличну прилику да добије средства за реновирање и преуређење Хемпден парка у Глазгову, домаћег стадиона фудбалске репрезентације Шкотске. Фудбалски савез Ирске је 19. септембра потврдио да се придружио студији изводљивости за заједничко домаћинство Светског првенства 2030. са Енглеском, Шкотском, Велсом и Северном Ирском. Дана 28. септембра, тадашња британска премијерка Тереза Меј најавила је да ће британска влада подржати сваку кандидатуру Британије и Ирске за Светско првенство у фудбалу. Штавише, Фудбалски савези Енглеске и Велса потврдили су да је пет националних управних тела било у дискусијама о изводљивости подношења понуда за организовање Светског првенства.
Дана 15. јула, заменик лидера Лабуристичке партије Уједињеног Краљевства, Том Вотсон, раније је рекао да су он и његова странка подржали британску кандидатуру за Светско првенство 2030. године. Дана 16. јула, Тереза Меј је изразила своју подршку овој понуди. Иако није било претходног разговора са савезом Енглеске, шкотски савез је такође изразио интересовање да се придружи понуди домаћих нација. Бивши први министар Шкотске, Хенри Маклиш, позвао је шкотску владу и Фудбалски савез Шкотске да се са осталим британским нацијама кандидују за Светско првенство 2030. године.
Премијер Уједињеног Краљевства Борис Џонсон је 1. марта 2021. изразио интересовање да Уједињено Краљевство и Република Ирска буду домаћини овог Светског првенства, при чему се очекивало да ће Трезор убацити 2,8 милиона фунти у понуду за овај турнир. Студије изводљивости од стране ирске владе и владе Уједињеног Краљевства (укључујући децентрализоване владе Северне Ирске, Шкотске и Велса) су накнадно покренуте. Џонсон је додао: „Веома, веома желимо да вратимо фудбал кући 2030. године.” Фудбалски савези земаља које су се пријавиле дале су заједничку изјаву у којој су рекли да су одушевљени владином посвећеношћу кандидатури. Након сцена нереда публике у финалу Европског првенства 2020. између Енглеске и Италије одржаном 11. јула 2021. на стадиону Вембли, Џонсон је поновио наду да би Уједињено Краљевство и Ирска ипак могле да буду домаћини Светског првенства 2030. године.
Пет фудбалских савеза је 5. јануара 2022. објавило заједничку понуду Уједињеног Краљевства и Ирске за Европско првенство 2028, због чега би њихова сопствена понуда за Светско првенство „мало вероватно успела” и доведена је у сумњу. Дана 7. фебруара, такође је најављено да ће се одустати од понуде за 2030. и да ће се Уједињено Краљевство и Ирска уместо тога усредсредити на кандидатуру за домаћина Европског првенства 2028. године.

#### Југоисточна Европа
Дана 2. новембра 2018. године, лидери Бугарске, Грчке, Румуније и Србије потврдили су своју намеру да се пријаве за домаћине турнира с обзиром на комбиновану понуду. Дана 25. фебруара 2019. званично је потврђено да ће Румунија, Бугарска, Србија и Грчка поднети заједничку кандидатуру за организовање Европског првенства 2028. и Светског првенства 2030. године. Министри су 10. априла потписали меморандум о разумевању. Пројекат је тихо напуштен, углавном због придруживања Грчке понуди Египта и Саудијске Арабије.

## Квалификације
Свих шест домаћина квалификоваће се за Светско првенство.
- Шпанија (домаћин)
- Португалија (домаћин)

- Мароко (домаћин)

- Аргентина (домаћин инаугуралне утакмице)
- Парагвај (домаћин инаугуралне утакмице)
- Уругвај (домаћин инаугуралне утакмице)